# Chicago (Prison Break)
| "Chicago"          | "Chicago"                    |
| ------------------ | ---------------------------- |
| Capítulo #         | Temporada 2, Capítulo 16     |
| Guion              | Nick Santora y Matt Olmstead |
| Director           | Jesse Bochco                 |
| Emisión en USA     | 5 de febrero de 2007         |
| Cronología         |                              |
| Capítulo anterior  | The Message                  |
| Capítulo siguiente | Bad Blood                    |

"Chicago" es el decimosexto capítulo de la segunda temporada de la serie de televisión estadounidense Prison Break.

## Audiencia
"Chicago" fue el episodio con la más alta audiencia de la segunda temporada, en promedio 10.14 millones de espectadores atrajo este capítulo. El 6% de índice de audiencia de la casa e indudablemente la mayor porción del público 18-49 de su horario 4.1/10.
- Datos: Q3100493